# Liste der Baudenkmäler in Ried (bei Mering)
Auf dieser Seite sind die Baudenkmäler in der schwäbischen Gemeinde Ried zusammengestellt. Diese Tabelle ist eine Teilliste der Liste der Baudenkmäler in Bayern. Grundlage ist die Bayerische Denkmalliste, die auf Basis des Bayerischen Denkmalschutzgesetzes vom 1. Oktober 1973 erstmals erstellt wurde und seither durch das Bayerische Landesamt für Denkmalpflege geführt wird. Die folgenden Angaben ersetzen nicht die rechtsverbindliche Auskunft der Denkmalschutzbehörde.

## Baudenkmäler nach Ortsteilen

### Ried
| Lage                                     | Objekt                                                     | Beschreibung | Akten-Nr.    | Bild           |
| ---------------------------------------- | ---------------------------------------------------------- | --- | ------------ | -------------- |
| Bachernstraße 2 (Standort)               | Friedhofskapelle                                           | lisenengegliederter kleiner Satteldachbau mit dreiseitigem Schluss, Dachreiter mit Spitzhelm, 1866; mit Ausstattung | D-7-71-160-2 | weitere Bilder |
| Sirchenrieder Straße 3 (Standort)        | Katholische Pfarrkirche St. Walburga                       | flachgedeckter, neugotischer Saalbau mit eingezogenem Chor, westlicher Spitzhelmturm, 1861 ff.; mit Ausstattung     | D-7-71-160-1 | weitere Bilder |
| an der Straße nach Zillenberg (Standort) | Katholische Wallfahrtskirche Mariä Heimsuchung (Mariazell) | kreuzgratgewölbter Saalbau mit eingezogener Halbkreisapsis, Dachreiter mit Zwiebelhaube, 1683; mit Ausstattung      | D-7-71-160-4 | weitere Bilder |

### Asbach
| Lage                 | Objekt                    | Beschreibung                                                       | Akten-Nr.    | Bild           |
| -------------------- | ------------------------- | ------------------------------------------------------------------ | ------------ | -------------- |
| In Asbach (Standort) | Katholische Marienkapelle | Dachreiter mit Satteldach, Anfang 18. Jahrhundert; mit Ausstattung | D-7-71-160-5 | weitere Bilder |

### Baindlkirch
| Lage                             | Objekt                             | Beschreibung | Akten-Nr.    | Bild           |
| -------------------------------- | ---------------------------------- | --- | ------------ | -------------- |
| Sankt-Martin-Straße 3 (Standort) | Pfarrhaus                          | stattlicher zweigeschossiger Satteldachbau, Giebel dreigeteilt durch Putzprofile, zum Teil Segmentbogenfenster, Nische mit Madonnenfigur, Mitte 18. Jahrhundert                                                     | D-7-71-160-8 | weitere Bilder |
| Sankt-Martin-Straße 5 (Standort) | Katholische Pfarrkirche St. Martin | tonnengewölbter Saalbau mit eingezogenem Chor, nördlicher Satteldachturm mit geschwungenem Giebel, Turm 1. Hälfte 16. Jahrhundert, Langhaus und Chor 1808/09; mit Ausstattung (siehe auch: Kanzel); Friedhofsmauer. | D-7-71-160-6 | weitere Bilder |

### Burgstall
| Lage                    | Objekt                    | Beschreibung                                              | Akten-Nr.     | Bild |
| ----------------------- | ------------------------- | --------------------------------------------------------- | ------------- | ---- |
| in Burgstall (Standort) | Katholische Loretokapelle | Saalbau mit westlichem Zwiebelturm, 1753; mit Ausstattung | D-7-71-160-10 | BW   |
| in Burgstall (Standort) | Wegweiser                 | um 1860/70.                                               | D-7-71-160-18 | BW   |

### Eismannsberg
| Lage                        | Objekt                                | Beschreibung                                                                                              | Akten-Nr.     | Bild           |
| --------------------------- | ------------------------------------- | --- | ------------- | -------------- |
| Castulusstraße 2 (Standort) | Katholische Filialkirche St. Castulus | Saalbau mit nördlichem Turm, 13./14. Jahrhundert, Umgestaltung 1. Hälfte 18. Jahrhundert; mit Ausstattung | D-7-71-160-11 | weitere Bilder |
| Wirtstraße (Standort)       | Bauernhaus                            | erdgeschossiger, schmaler Satteldachbau, Ende 19. Jahrhundert                                             | D-7-71-160-19 | BW             |

### Hörmannsberg
| Lage                          | Objekt                                      | Beschreibung | Akten-Nr.     | Bild           |
| ----------------------------- | ------------------------------------------- | --- | ------------- | -------------- |
| Kissinger Straße 4 (Standort) | Kleiner Hakenhof                            | Bauernhaus, zweigeschossiger Satteldachbau mit Figurennische und Traufknoten, frühes 19. Jahrhundert | D-7-71-160-13 | BW             |
| Meringer Straße 2 (Standort)  | Katholische Filialkirche St. Peter und Paul | flachgedeckter Saalbau mit eingezogenem Chor unter Stichkappentonne, westlicher Zwiebelturm, im Kern um 1000/1100, Turm um 1200, Chor gotisch, Verlängerung 13./14. Jahrhundert, Umbau Anfang 17. Jahrhundert; mit Ausstattung | D-7-71-160-12 | weitere Bilder |
| Rieder Straße 8 (Standort)    | Wegweiser                                   | um 1860/70. | D-7-71-160-20 | BW             |

### Holzburg
| Lage                    | Objekt                                              | Beschreibung | Akten-Nr.     | Bild           |
| ----------------------- | --------------------------------------------------- | --- | ------------- | -------------- |
| Holzburg 2 a (Standort) | Katholische Filial- und Wallfahrtskirche Maria Hilf | kreuzförmige Anlage, tonnengewölbter Saalbau mit querschiffartig angebauten Kapellen und eingezogenem Chor, östlich eingestellter Zwiebelturm, im Kern um 1200, Chor 14./15. Jahrhundert, Kapellen und Turm um 1700; mit Ausstattung; Baptistenhaus, an Kirche angebaut. | D-7-71-160-14 | weitere Bilder |
| Holzburg 4 (Standort)   | Bauernhaus                                          | stattlicher, zweigeschossiger Satteldachbau mit Ecklisenen, Segmentbogenfenster, Freitreppe und Holztüre in historisierenden Formen, 1871; Nebengebäude, kleiner Satteldachbau, gleichzeitig.                                                                            | D-7-71-160-15 | Bauernhaus     |

### Sirchenried
| Lage                         | Objekt                                | Beschreibung                                                              | Akten-Nr.     | Bild           |
| ---------------------------- | ------------------------------------- | ------------------------------------------------------------------------- | ------------- | -------------- |
| In Sirchenried (Standort)    | Wegweiser                             | um 1860/70.                                                               | D-7-71-160-21 | BW             |
| Kirchbergstraße 3 (Standort) | Katholische Filialkirche St. Nikolaus | Saalbau mit nördlichem Zwiebelturm, Ende 17. Jahrhundert; mit Ausstattung | D-7-71-160-16 | weitere Bilder |